# Meriwether megye
Meriwether megye az Amerikai Egyesült Államokban, azon belül Georgia államban található. Megyeszékhelye Greenville, legnagyobb városa Manchester. Lakosainak száma 20 613 fő (2020. április 1.). Meriwether megye Coweta, Spalding, Pike, Upson, Talbot, Harris és Troup megyékkel határos.

## Népesség
A megye népességének változása:
| Lakosok száma | 21 851 | 21 630 | 21 318 | 21 232 | 21 190 | 20 613 |
|               | 2010   | 2011   | 2012   | 2013   | 2015   | 2020   |